# Donald Suxho
Donald Suxho (Coriza, 21 febbraio 1976) è un pallavolista albanese naturalizzato statunitense.
Gioca nel ruolo di palleggiatore nel Klubi Sportiv Studenti Tiranë.

## Carriera
Cresciuto nel Skënderbeu, dove fu allenato dal padre Petraq, vinse un campionato nazionale albanese nel 1996. In quell'anno scelse di trasferirsi negli Stati Uniti, per motivi di studio. Visse inizialmente in Massachusetts e poi in California; nel 2000 si laureò alla University of Southern California. Nel frattempo prese parte a vari tornei disputati tra le squadre dei college americani; esordì nel 2001 con la Nazionale statunitense.
Nel 2001 tornò in Europa. Ha giocato in Polonia, Turchia e Italia, con l'Acqua Paradiso Gabeca Montichiari (stagioni 2005-06 e 2006-07); successivamente ha giocato anche per il Volley Treviso.
Nell'estate 2013 viene ingaggiato dalla Trentino Volley, nella quale resta una stagione. Vince la Supercoppa italiana venendo anche premiato come MVP della partita.

## Palmarès

### Club
- Supercoppa italiana: 1

2013

### Premi individuali
- 2000 - National Player of the Year
- 2013 - Supercoppa italiana: MVP